# Let BOAC 712
Let BOAC 712 byl let společnosti British Overseas Airways Corporation (BOAC) spojující Letiště Heathrow v Londýně a Sydney s mezipřistáními v Zürichu, Tel Avivu, Teheránu, Bombaji a Singapuru. Dne 8. dubna 1968 se dopravnímu letounu Boeing 707-465 této linky při startu z Heathrow utrhl jeden z motorů. Při nouzovém přistání začal letoun hořet. Při nehodě zemřelo pět osob.

## Historie

### Letoun a posádka
Nehoda postihla dopravní letoun Boeing 707-465 (sériové číslo 18373, registrace G-ARWE, volací znak Speedbird 712). Vybaven byl čtyřmi proudovými motory Rolls-Royce Conway Mk.508. Tento letoun absolvoval první let 27. června 1962. Stroj byl objednán aerolinkami Cunard Eagle Airways, které se před jeho dodáním staly součástí společnosti BOAC. Do nehody stroj nalétal 20 870 hodin. Měl za sebou už jeden závažný incident, neboť 21. listopadu 1967 při startu z Honolulu úlomky lopatek turbíny jednoho z motorů prorazily palivovou nádrž. Vzniklý požár se tehdy podařilo uhasit a letoun opravit.
Na palubě bylo 11 členů posádky a 116 cestujících. Posádku vedl kapitán Charles „Cliff“ Taylor, na kterého dohlížel dozorčí kapitán Geoffrey Moss. Doplňovali je piloti Francis Brendan Kirkland a John Hutchinson. V kokpitu dále byl letecký inženýr Thomas Hicks. O cestující se staralo šest osob: vrchní stevard Neville Davis-Gordon, Bryan Taylor, Andrew McCarthy, Rosalind Unwin, Jennifer Suares a Barbara Jane Harrison, která byla ve svých 21 letech nejmladší členkou posádky. Barbara Jane Harrison byla na tento let zařazena na vlastní žádost, protože mířila do Austrálie na svatbu. Andrew a Rosalind měli na starost přední část kabiny, Neville a Jennifer seděli nad křídly a Bryan s Jane se starali o zadní části letadla.

### Průběh nehody
Dne 8. dubna 1968 v 16:27 Boeing 707 linky BOAC 712 odstartoval z ranveje 28L mezinárodního letiště Heathrow. Asi po dvaceti sekundách od startu se ozvala rána a přestal fungovat levý vnitřní motor. Posádka se rozhodla vrátit k nouzovému přistání v Heathrow. Situace se ještě zhoršila, když se poškozený motor nad obcí Thorpe odlomil a unikající palivo začalo hořet. Přesto letoun po třech minutách a 32 sekundách od startu úspěšně dosedl na nejbližší dráze 05R. V té době už začala selhávat hydraulika letounu.
Po zastavení začala evakuace z hořícího letounu. Většina pasažérů unikla pomocí nafukovacích únikových skluzavek, část posádky se spustila z oken kokpitu. Během 90 sekund se zachránilo 122 ze 127 osob na palubě. Na evakuaci se v zadní části Boeingu podílela 22letá letuška Barbara Jane Harrison. Společně s dalším stevardem aktivovali nafukovací únikovou skluzavku, tak však i po nafouknutí zůstala pokroucená. Stevard slezl dolů, aby ji narovnal, ale pak už se nemohl dostat zpět. Barbara Harrison zůstala sama. Povzbuzovala cestující ke skoku, některé i tlačila ven. Naposledy byla viděna stojící ve dveřích, zatímco se v její blízkosti šířil požár a kouř. Skluzavka u jejích dveří vlivem žáru praskla a nebylo ji možné použít. Přestože na ni lidé dole křičeli, aby se také zachránila skokem, vrátila se do letadla, nejspíše hledajíc chybějící ženu na invalidním vozíku, který měl sedadlo v jedné z posledních zadních řad. Po uhašení pořáru bylo v blízkosti únikového východu R2 nalezeno pět těl. Tělo Barbary Harrison se nacházelo v blízkosti ženy na vozíku.

### Ocenění
Královna Alžběta letušce Barbaře Harrison posmrtně udělila britské vyznamenání za statečnost Jiřího kříž. Toho vyznamenání do té doby obdržely pouze tři ženy (Violette Szabóová, Odette Sansom a Noor Inayat Khanová), všechny agentky zpravodajské služby Special Operations Executive (SOE) za druhé světové války.
Hlavní stevard letadla Neville Cearl Davis-Gordon byl za svou roli při evakuaci cestujících z hořícího letadla vyznamenán Medailí britského impéria (British Empire Medal) za statečnost. Ocenění převzal jménem celé posádky letounu. Pracovník řízení letového provozu John Michael Davis, který letounu asistoval při řešení nouzové situace, byl roku 1969 jmenován řádným členem Řádu britského impéria v třídě Member (MBE). Celkem při nehodě zemřelo pět osob.

### Vyšetřování
Při vyšetřování bylo zjištěno, že selháním postižený motor Rolls-Royce Conway Mk.508 měl problémy s vibracemi už v březnu 1965. Po opravě byl vrácen do provozu, přičemž na letoun G-ARWE byl instalován teprve tři dny před nehodou, po úpravě těsnění turbíny. Při osudovém letu došlo k únavovému selhání v nízkotlakém kompresoru. Úlomky kompresorového kola přerušily palivové potrubí a unikající palivo začalo hořet. V tu chvíli letecký inženýr nedodržel nouzový postup a nevypnul přívod paliva. Asi devadesát sekund po vypuknutí požáru se motor odlomil i s částí pylonu.

## Přípomínky
V říjnu 2019 byla na radnici v Bradfordu odhalena modrá pamětní deska věnovaná Barbaře Jane Harrison. Další jí věnovaná pamětní deska je umístěna na kapli svatého Jiří na letišti Heathrow.